# Oltacola goetschi
Oltacola goetschi är en spindeldjursart som beskrevs av Lawatsch 1944. Oltacola goetschi ingår i släktet Oltacola och familjen Ammotrechidae. Inga underarter finns listade i Catalogue of Life.